# Малахов Віталій Юхимович
Віта́лій Юхи́мович Мала́хов (19 липня 1954, Львів — 4 листопада 2021, Київ) — український театральний режисер, художній керівник-директор Київського драматичного театру на Подолі. Народний артист України (2008). Лауреат національної премії України ім. Т. Г. Шевченка в галузі мистецтва 2008 року.

## Життєпис
Віталій Малахов народився 19 липня 1954 року у Львові.
Його творча кар'єра розпочалася 1977 року на українському телебаченні.
З травня 1978 року по вересень 1979 року він працював у Київському державному театрі російської драми ім. Лесі Українки. Там ним була поставлена «Казка про Моніку».
З 1979 року очолив Київський державний театр естради, в якому здійснив постановки вистав: «Я — Київ», «Ніч чудес», «Зоря та смерть Пабло Неруди», «Шахрай мимоволі» та інші.
З 1985 по 1987 рр. працював із своєю трупою на базі Київського Молодіжного театру, а з серпня 1987 року був створений Київський драматичний театр на Подолі.
З 1987 до 2021 року — художній керівник-директор Київського академічного драматичного театру на Подолі, у його доробку понад 60 вистав.
Трупа Віталія Малахова презентувала театральне мистецтво України в інших країнах: у США, Великій Британії, Італії, Мексиці, Коста-Риці, Фінляндії, Німеччині, Греції, Туреччині та у інших країнах.
У 2006 році театрові на Подолі під керівництвом Малахова за видатні досягнення у розвитку українського драматичного мистецтва надано статус академічного.
Помер 4 листопада 2021 року від сепсису у Клінічній лікарні «Феофанія». Прощання відбулося 8 листопада у Театрі на Подолі.

## Нагороди та відзнаки
- лауреат фестивалю «Київська Пектораль—98»[8], як найкращий режисер року за виставу «В степах України» О. Корнійчука;
- лауреат фестивалю «Київська пектораль—2003» за виставу «Дядя Ваня» Чехова;
- лауреат фестивалю «Київська пектораль—2005» за виставу «Моє століття» Мішеля Лоранса.
- 2008 — Народний артист України[1]
- 2008 — Лауреат Національної премії України імені Тараса Шевченка в галузі мистецтва[2]
- 2010 — Лауреат премії «Київська пектораль» в категорії «Кращий спектакль драматичного театру» (спектакль «Грек Зорба» Н. Казандзакіса (Театр ім. І.Франка))
- 2011 — Лауреат премії «Київська пектораль» в категоріях «Кращий спектакль драматичного театру» і «Краща режисерська робота» (спектакль «Минулим літом в Чулимську» А. Вампілова (Театр на Подолі))[9]
- 2020 — Лауреат премії «Київська пектораль» в категорії «За кращий драматичний спектакль» («Сірі бджоли» А. Куркова, режисер-постановник Віталій Малахов (Театр на Подолі)[10]
- 2024 - Почесний громадянин Києва[11]

## Фестивалі
Віталій Малахов є один із засновників Міжнародного театрального фестивалю «Київ—Травневий».
У 2002 році очолив Міжнародний Булгаковський фестиваль мистецтв, який розпочав свою роботу 7 вересня 2002 року виставою «Собаче серце» за п'єсою М. Булгакова у приміщенні Національного театру ім. Івана Франка.
Віталій Малахов у 2006 році започаткував фестиваль «Київ — територія миру», де було проведено мистецьку акцію-колаж за участю театрів Києва.
Він також співпрацював з Дитячою Академією мистецтв та Київським державним інститутом театрального мистецтва ім. І. К. Карпенка-Карого, навчав творчу молодь оволодівати майстерністю сценічної виразності, мистецтвом імпровізації та чуттєвої образної заглибленості, якими визначається сценічна майстерність.

## Сім'я
Донька — телеведуча Даша Малахова.

## Режисерські роботи в театрі

### Навчальний театр-студія
- 1976 — «Багато шуму з нічого» за Вільямом Шекспіром

### Театр російської драми (Рига)
- 1977 — «Лівша» за Б. Райцером та В. Костянтиновим
- 1977 — «Друзі, заспіваємо про Беранжу» за Б. Окуджавою

### Національний академічний театр російської драми імені Лесі Українки
- 1978 — «Казка про Моніку» C. Шальтаніса
- 1978 — «Сподіватися» за Ю. Щербаком
- 1984 — «Теплий попіл» Анатолія Крима
- 1985 — «Мамаша Кураж» Бертольта Брехта
- 1985 — «Весь Шекспір за один вечір»
- 2006 — «Кількість» К. Черчілля
- 2006 — «Заповіт цнотливого бабника» Анатолія Крима

### Національний академічний драматичний театр імені Івана Франка
- 2001 — «Отелло» за п'єсою Вільяма Шекспіра
- 2010, 27 січня — «Грек Зорба» Віталія Малахова за мотивами роману «Я, Грек Зорба» Нікоса Казандзакіса[12][13]

### Театральна компанія «Бенюк і Хостікоєв»
- 2004 — «Про мышей і людей» Дж. Стейнбека

Театр «Ательє-16» (м. Київ)
- 2006 — «Самовбивця» за п'єсою[ru]» Миколи Ердмана

### Національний академічний театр опери та балету України імені Тараса Шевченка
- 2010, 19 березня — «Алєко» опера Сергія Рахманінова

### Севастопольський академічний російський драматичний театр ім. А. В. Луначарського
- 2011 — «Самовбивця» Миколи Ердмана

### Антреприза
- 2015 — «Він — моя сестра»

Київський академічний драматичний театр на Подолі
- 1980 — «Я — Київ»
- 1980 — «Ніч чудес» Вільяма Шекспіра
- 1981 — «Шахрай мимоволі» за М. Ларні
- 1983 — «Зоря і смерть Пабло Неруди» Івана Драча
- 1985 — «Трактирниця»
- 1987 — «Мауглі» за Редьярдом Кіплінгом
- 1987 — «Нас тепер двоє» Федеріко Гарсія Лорки
- 1987 — «Вертеп» В. Шевчука
- 1988 — «Кабала святош» («Мольєр») Михайла Булгакова
- 1989 — «Софокл. Шекспір. Брехт»
- 1989 — «Вертеп» В. Шевчука (друга версія)
- 1990 — «Лекція про Фауста, прочитана Віктором Вагнером»
- 1991 — «Скарби Бахрама»
- 1991 — «Бенкет під час чуми» за Олександром Пушкіним
- 1993 — «Опера мафіозо» Василя Станілова
- 1993 — «Бенкет під час чуми» за Олександром Пушкіним (друга версія)
- 1994 — «Яго» за Вільямом Шекспіром
- 1994 — «Ніч чудес» Вільяма Шекспіра (друга версія)
- 1998 — «Два анекдоти від Чехова» за Антоном Чеховим
- 1998 — «В степах України» за О. Корнійчуком
- 2001 — «Квартал небожителів» О. Коротко
- 2001 — «Фантазія для роялю на чотири руки» А. Ольмерт
- 2003 — «Склади слово ВІЧНІСТЬ» за Михайлом Булгаковим
- 2003, 25 квітня — «Фараони» Олексія Коломійця
- 2003 — «Дядя Ваня» Антона Чехова[14];
- 2005, 4 січня — «Дивакуватий Журден» Михайла Булгакова за п'єсою «Міщанин у дворянстві» Мольєра (виставу відновлено 30 вересня 2012 року)
- 2005 — «Моє сторіччя» М. Лоранса
- 2005 — «Опера мафіозо» Василя Станілова (друга версія)
- 2005 — «Трактирниця» (друга версія)
- 2006, 19 січня — «Передчуття Мини Мазайла» за п'єсою «Мина Мазайло» Миколи Куліша
- 2006 — «Не можу собі уявити, що буде завтра» Т. Вільямса
- 2006 — «Осінь у Вероні, або Правдива історія Ромео та Джульєтти» Анатолія Крима
- 2007 — «Шість персонажів у пошуках автора» Луїджі Піранделло
- 2007 — «Майстер-клас Марії Каллас» Т. МакНеллі
- 2007 — «Дворянські вибори» Г. Квітки-Основ'яненко
- 2007, 29 листопада — «Щоденник молодого лікаря» Михайла Булгакова
- 2008 — «Вертеп» В. Шевчука (третя версія)
- 2008, 8 березня — «Звідки беруться діти?» Анатолія Крима
- 2008, 12 квітня — «Дзеркало Сен-Жермена» Бориса Акуніна
- 2008, 29 травня — «Сто тисяч» за п'єсою Івана Карпенка-Карого
- 2008 — «Антракт» О. Марданя
- 2008 — «Біла гвардія» Михайла Булгакова
- 2008 — «Літній вечір у раю» С. Щученко
- 2009 — «Кількість (Батько і діти)» К. Черчілль
- 2009 — «Ігри олігархів» А. Прогнімака
- 2010 — «Шість чорних свічок» Д. Діллона
- 2010, 25 листопада — «Опера мафіозо» Василя Станілова
- 2011, 25 березня — «На дні» за п'єсою Максима Горького
- 2011, 25 листопада — «Минулого літа в Чулімську» за п'єсою Олександра Вампілова
- 2013 — «Лебедине озеро. Сутінки.» В. Гуляйченко, Т. Могильник
- 2014 — «Вернісаж на Андріївському»
- 2015, 25 квітня — «Вічно живі» за п'єсою[ru] Віктора Розова
- 2016 — «Сойчине крило» за новелою Івана Франка
- 2017 — «Сильніше пристрасті, більше, ніж любов» за водевілями «Ювілей» та «Освідчення» Антона Чехова[15]
- 2018, 10 березня — «Шестеро характерів ненаписаної комедії…» за п'єсою «Шість персонажів у пошуках автора» Луїджі Піранделло[16][14];
- 2018, 25 травня — «Продавець дощу» Річарда Неша
- 2018, 8 листопада — «Хіба ревуть воли, як ясла повні?» за романом Панаса Мирного
- 2019, 23 лютого — «Got To Be Free» рок-мюзикл музичної історії Майдану (ініцийований проект 2014 року, з 23 лютого 2019 отримав свій театральний майданчик)
- 2019, 1 листопада — «ОБЭЖ» (Общество белградских эмансипированных женщин) Бранислава Нушича[17]
- 2019, 7 грудня — «Сірі бджоли» Андрія Куркова[18]

### Інтерв'ю
- Белинский К. Виталий Малахов: «Главный навык актера — органика и личность» //yabl [Архівовано 16 серпня 2021 у Wayback Machine.](рос.)
- Віталій Малахов: «Я режисер-хамелеон» // Kyiv daily [Архівовано 5 травня 2021 у Wayback Machine.]